# Самсонова Тамара Митрофанівна
Тамáра Митрофáнівна Самсóнова (рос. Тамара Митрофановна Самсонова; нар. 25 квітня 1947, Ужур, Красноярський край) — мешканка Санкт-Петербурга, що стала відомою після арешту у липні 2015 року за підозрою в скоєнні двох вбивств з особливою жорстокістю. У засобах масової інформації отримала прізвиська «Старенька-різниця», «Тамара-різниця» та «Баба-Яга». Можливо, страждає на шизофренію; тричі була госпіталізована до психіатричної лікарні.

## Біографія до злочинів
Народилася 25 квітня 1947 року в місті Ужур (нині — адміністративний центр Ужурського району Красноярського краю).
Після закінчення середньої школи приїхала до Москви і вступила до Московського лінгвістичного державного інституту. Після закінчення навчання вона переїхала до Санкт-Петербурга, де вийшла заміж за Олексія Самсонова. Дітей не мала. У 1971 році разом із чоловіком оселилася в нещодавно побудованому панельному будинку № 4 на вулиці Димитрова.
Деякий час працювала в системі «Інтурист», зокрема, в готелі «Європейський». До виходу на пенсію змінила вісім місць роботи, на кожному пропрацювавши не більше двох-трьох років. Трудовий стаж Самсонової на момент виходу на пенсію склав 16 років.
У 2000 році чоловік Самсонової зник. Існує версія, що вона вбила його, а тіла позбулася. Самсонова зверталася в міліцію, але пошуки нічого не дали. Через 15 років, у квітні 2015 року, вона вдруге звернулася до органів внутрішніх справ — до слідчого відділу по Фрунзенському району Головного слідчого управління Слідчого комітету Росії по Санкт-Петербургу із заявою про зникнення чоловіка.

## Вбивства
Після зникнення чоловіка Самсонова почала здавати кімнату у своїй квартирі в оренду приїжджим. За версією слідства, 6 вересня 2003 року під час раптово виниклої сварки вона вбила свого квартиранта — 44-річного жителя міста Норильська, після чого розчленувала його тіло й винесла на вулицю.
У березні 2015 року Самсонова познайомилася з 79-річною Валентиною Миколаївною Улановою, яка проживала в четвертому корпусі будинку номер 10 на вулиці Димитрова. Знайома Тамари попросила Уланову на деякий час прихистити у себе пенсіонерку, пославшись на те, що в Самсонової в квартирі триває ремонт — і та погодилася. Самсонова прожила у квартирі Уланової кілька місяців, допомагаючи їй по господарству. Їй сподобалася квартира — і вона захотіла пожити в ній довше, тому не лагодилася з'їжджати. Згодом їхні стосунки зіпсувалися: Валентина втомилася від квартирантки й попросила її з'їхати.
Після чергового конфлікту Самсонова вирішила позбутися Уланової. Вона поїхала до міста Пушкін, де в аптеці за допомогою обману і дорогого подарунка пересвідчила фармацевтів продати їй препарат феназепам, що продається лише за рецептом. Повернувшись до міста, вона придбала в супермаркеті салат олів'є, який любила Валентина. Поклавши в салат всі таблетки, що містяться в пачці, вона пригостила ними Уланову.
Труп Уланової Тамара виявила вночі 23 липня лежачим на підлозі кухні, після чого почала його розчленовувати за допомогою двох ножів і пилки. Спочатку вона відпиляла голову жертви, потім розпиляла тіло навпіл і вже після цього ножами обробила його на шматки. Щоб винести мішки з частинами тіла з квартири, їй потрібно було сім разів вийти на вулицю. Частини тіла Самсонова розкидала неподалік від будинку.
Увечері 26 липня обезголовлене тіло Уланової з відрубаними кінцівками, загорнуте в штору для ванної, було виявлено біля розташованого поруч з будинком № 10 ставка. Згорток кілька днів не привертав уваги, поки місцева мешканка не поцікавилася його вмістом.
Особа загиблої була встановлена 27 липня після опитування мешканців будинку. Двері квартири Уланової співробітникам поліції відкрила Самсонова. Увійшовши всередину, поліцейські виявили у ванній кімнаті сліди крови, а також кріплення від зірваної шторки. Пенсіонерка була затримана.

### Розслідування й примусове лікування
Щодо Самсонової було порушено кримінальну справу за підозрою в скоєнні злочинів, передбачених частиною 1 статті 105 Кримінального кодексу РФ («Убивство»).
29 липня 2015 року Самсонова була доставлена у Фрунзенський районний суд Санкт-Петербурга. Суд виніс постанову про взяття її під варту.

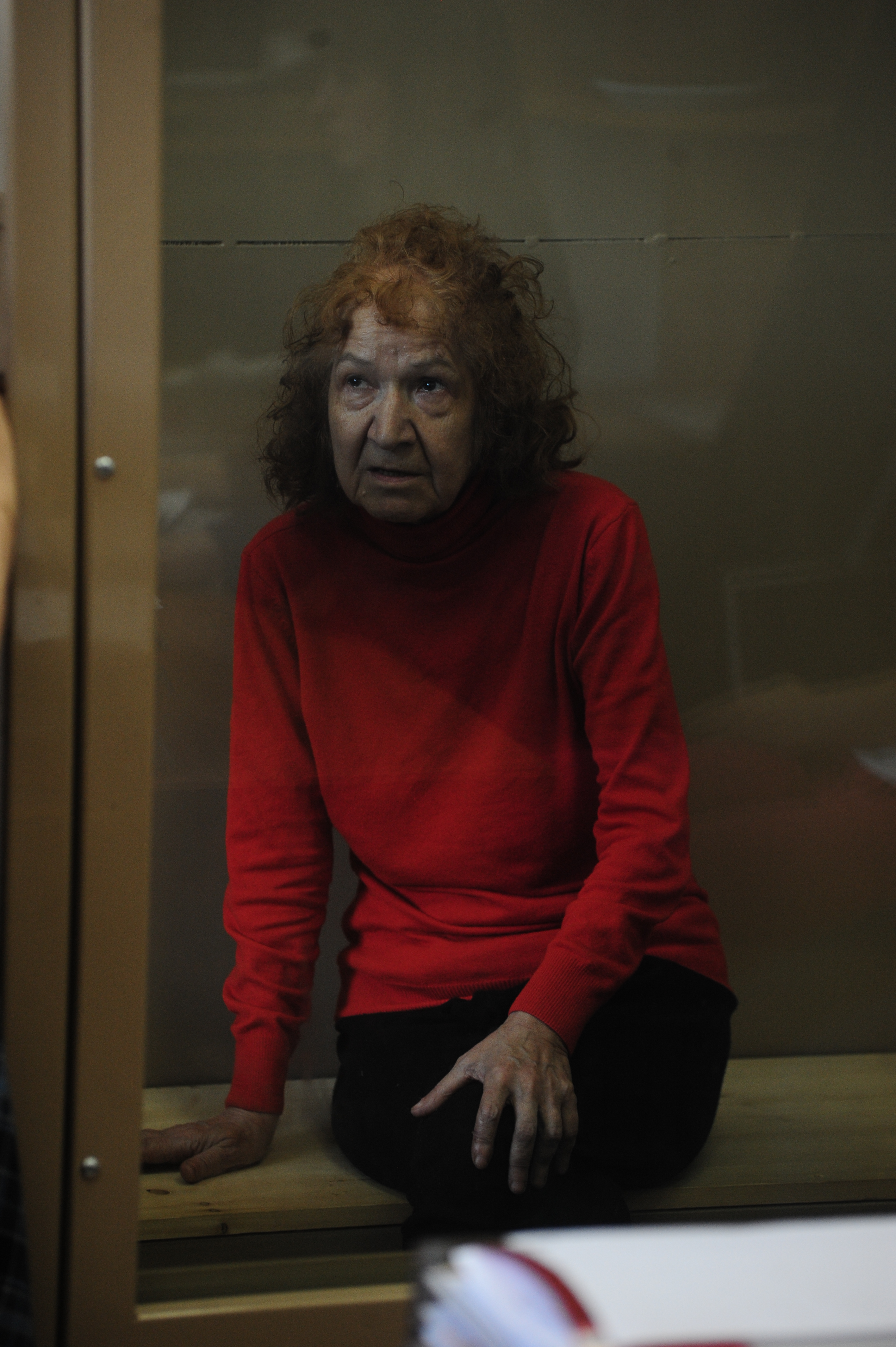
Самсонова в суді

Самсоновій була призначена судово-психіатрична експертиза, 26 листопада 2015 року стали відомі її результати. Експертиза встановила, що пенсіонерка становить небезпеку для себе й оточення, була визнана неосудною, тому її помістили до спеціалізованого медичного закладу до закінчення розслідування.
У грудні 2015 року Самсонову напрямили на примусове психіатричне лікування в спеціалізовану психіатричну лікарню в Казані. Станом на лютий 2019 року вона була жива.

## Примітка
1. 1 2  Сергій Лютих (8 серпня 2015). Баба-яга с улицы Димитрова: о превратившейся в популярного монстра петербургской пенсионерке (рос.). Lenta.ru. Архів оригіналу за 30 травня 2016. Процитовано 12 вересня 2015.
2. 1 2 3  Олександр Калінін (29 липня 2015). "Дневник смерти" купчинской бабушки (рос.). Росбалт. Архів оригіналу за 15 грудня 2018. Процитовано 12 вересня 2015.
3. 1 2 3  Софія Савіна (29 липня 2015). Тамара-потрошительница (рос.). Газета.Ru. Архів оригіналу за 8 серпня 2015. Процитовано 12 вересня 2015.
4. 1 2 3 4  Олексій Кобилкін (28 серпня 2015). Она не описала убийства: в распоряжении НТВ оказался дневник питерской расчленительницы (рос.). НТВ. Архів оригіналу за 15 грудня 2018. Процитовано 12 вересня 2015.
5. ↑  Тамара-потрошительница. Gazeta.ru. 29 липня 2015. Архів оригіналу за 8 серпня 2015. Процитовано 7 серпня 2015.
6. ↑  Sarah Thomerson. Granny Ripper: An Anthology of True Crime. — Independently Published, 2019-08-14. — 252 с. — ISBN 978-1-6861-3400-5.
7. ↑  Susan Hall. The World Encyclopedia of Serial Killers: Volume Three, M–S. — WildBlue Press, 2020-11-24. — 541 с. — ISBN 978-1-952225-33-8.
8. ↑  Nigel Cawthorne. Killer Women: Chilling, Dark and Gripping True Crime Stories of Women Who Kill. — Quercus, 2018-09-20. — 244 с. — ISBN 978-1-78648-916-6.
9. ↑  Marianne (Франция): Тамара Самсонова – старушка-потрошительница из Санкт-Петербурга. ИноСМИ.Ru (рос.). 11 серпня 2020. Процитовано 17 липня 2021.
10. ↑  Світлана Самоделова. Хижина тёти Томы // Московский комсомолец. — № 26873 (31 липня 2015). Архівовано з джерела 16 липня 2018.
11. ↑  Олексій Кобилкин (28 серпня 2015). Старушка-потрошительница получила образование в элитном вузе Москвы (рос.). LifeNews. Архів оригіналу за 16 березня 2016. Процитовано 12 вересня 2015.
12. 1 2  Следователи в Петербурге попросили не спешить с приписыванием пенсионерке серии убийств (рос.). Интерфакс. 29 липня 2015. Архів оригіналу за 25 травня 2018. Процитовано 12 вересня 2015.
13. 1 2 3  Старушка-потрошительница показала, как расчленила свою подругу (рос.). LifeNews. 7 вересня 2015. Архів оригіналу за 16 березня 2016. Процитовано 12 вересня 2015.
14. ↑  Обезглавленное тело с отрублеными конечностями обнаружено на улице Димитрова (рос.). Фонтанка.ру. 26 липня 2015. Архів оригіналу за 12 квітня 2018. Процитовано 12 вересня 2015.
15. 1 2 3  Суд Петербурга арестовал подозреваемую в жестоком убийстве пенсионерку (рос.). РИА Новости. 29 липня 2015. Архів оригіналу за 23 грудня 2015. Процитовано 12 вересня 2015.
16. ↑  Пенсионерку, которой СМИ приписали более 10 убийств, поместили в психиатрическую больницу (рос.). ТАСС. 26 листопада 2015. Архів оригіналу за 15 грудня 2018. Процитовано 26 листопада 2015.
17. ↑  Бабушку-расчленительницу из Петербурга этапируют в Казань (рос.). Росбалт. 9 грудня 2015. Архів оригіналу за 15 грудня 2018. Процитовано 27 грудня 2015.
18. ↑  Неспокойная старость: пенсионерки, совершившие жестокие убийства (рос.). Архів оригіналу за 17 лютого 2019. Процитовано 21 серпня 2019.